# Siegessäule (Konstadt)
Die Siegessäule von Konstadt (Polen) befand sich auf dem Ring der Altstadt. Bekrönt wurde die Säule durch eine Skulptur der Viktoria.
Die Siegessäule wurde zur Erinnerung an den Deutsch-Französischen Krieg von 1870 bis 1871 und die Siege von 1870/1871 errichtet. Entworfen wurde die Säule durch den Architekten und Baurat Carl Johann Lüdecke (1826–1894) aus Breslau. Geschaffen wurde die Säule durch die Steinmetzmeister Seidel und Peisker aus Namslau.
Sie besaß eine Einfriedung und wurde 1889 durch das Zwei-Kaiser-Denkmal ergänzt. Zu beiden Seiten der Siegessäule wurden die Büsten der beiden deutschen Kaiser Wilhelm I. und Friedrich III. auf gesonderten Sockeln aufgestellt. Um 1945 wurde das gesamte Denkmal zerstört. Zunächst wurde auf dem Ring dann ein neues Denkmal für die Sowjetarmee erbaut, dieses wurde später durch ein Denkmal für die gefallenen Polen in Form eines Obelisks ersetzt.

## Beschreibung
Auf einem gemauerten Sockel stand ein mit Sims verziertes viereckiges Sandsteinpostament. An der Vorderseite des Postaments befand sich das Eiserne Kreuz mit der Inschrift „Gott war mit uns, ihm sei die Ehre“. An den Seitenwänden befanden sich die Bildnisse des Kaisers und Bismarcks mit Lorbeerkränzen. Auf der Rückseite befand sich eine Widmung mit vertiefter Goldschrift. Auf dem Postament befand sich eine fein geschliffene Granitsäule mit einem Schaft und einem Kapital  aus weißem Sandstein. Am Schaft befanden sich die Namen der bedeutendsten Schlachten von 1870/1871 in Lapidarschrift. Über der Säule stand Viktoria die Siegesgöttin mit Lorbeerkranz und Palmenzweig. Sie bestand aus einem Zinkguss und wurde bronziert.

## Geschichte
Die Siegessäule wurde am 28. Januar 1872, am Jahrestag der Kapitulation von Paris feierlich enthüllt. Der örtliche Turnverein trug mit Gesang zur Feier bei. Nach der Feierlichkeit versammelten sich die Teilnehmer zu einem Essen im Hoffmannschen Hotel. Am Abend veranstalten die Turner und Soldaten einen Festumzug durch die Stadt mit bunten Lampions. Der örtliche Apotheker beleuchtete die Siegessäule mit bengalischem Feuer. In der Restauration zur Germania veranstaltete die Stadtgemeinde dazu abschließend einen Ball für die Soldaten.